# Atrapasueños (álbum)
Atrapasueños es el segundo disco de estudio de la banda de rock Carajo. Fue grabado entre abril y septiembre de 2004, en los estudios Circo Beat, Panda y Pichón Digital bajo la producción Alejandro Vázquez. Contiene quince temas que muestran un cambio con respecto al disco anterior, es un álbum más melódico y sin tanta influencia del nu-metal como el disco debut. El disco fue presentado en República Cromañón ante unas 3000 personas.
El primer corte de difusión fue "El error", cuyo video fue dirigido por Diego Pernía y tuvo una alta rotación en MTV. El segundo corte fue "Triste", tras el cual empezaron un gira por Latinoamérica y por el interior de Argentina.

## Canciones
1. Hacerse Cargo (3:19)
2. Atrapasueños (3:22)
3. Triste (4:23)
4. Mata-Rutinas (2:51)
5. El Error (3:40)
6. Fluir (5:18)
7. El Llanto Espiritual (3:30)
8. La Fuerza Original (3:48)
9. La Huella Del Depredador (3:21)
10. Como Debería Ser (4:14)
11. De Frente Al Mar (4:01)
12. Bicho De Ciudad (2:54)
13. ¿Qué Tienes Para Dar? (8:03)
14. Algo En Que Creer (4:32)
15. De Hoy No Pasa (2:31)

- Datos: Q5711114